# Daimí Pernía
Daimí Perniá Figueroa, kubanska atletinja, * 27. december 1976, La Palma, Kuba.
Nastopila je na poletnih olimpijskih igrah v letih 2000 in 2004, leta 2000 je osvojila četrto mesto v teku na 400 m z ovirami in osmo v štafeti 4x400 m. Na svetovnih prvenstvih je v teku na 400 m z ovirami osvojila naslov prvakinje leta 1999 in bronasto medaljo leta 2001, na panameriških igrah pa zlato in srebrno medaljo.